# Robert Lopez
Robert Lopez (født 23. februar 1975)  er en amerikansk komponist kendt for at skrive værker som "Avenue Q" (med Jeff Marx), "The Book of Mormon" (med Matt & Trey) og sangene til Frost sammen med sin kone Kristen Anderson-Lopez  Heriblandt "Let It Go" (på dansk "Lad det ske"), som de vandt en Oscar at the 86th Academy Awards den 2. marts 2014. Robert Lopez er en af de kun 19 EGOT-vindere med en Emmy, Grammy, Oscar og Tony. Han er derudover den eneste overhovedet, der har opnået denne udmærkelse 2 gange.